# Eva Lake
Eva Lake är en sjö i Kanada.   Den ligger i provinsen Alberta, i den centrala delen av landet, 3 000 km väster om huvudstaden Ottawa. Eva Lake ligger 874 meter över havet. Arean är 17,7 kvadratkilometer. Den sträcker sig 6,1 kilometer i nord-sydlig riktning, och 4,6 kilometer i öst-västlig riktning.
Omgivningarna runt Eva Lake är i huvudsak ett öppet busklandskap. Trakten runt Eva Lake är nära nog obefolkad, med mindre än två invånare per kvadratkilometer.